# Соболевський Григорій Федорович
Григо́рій Фе́дорович Соболе́вський (25 січня 1741 — 4 січня 1807) — лікар-ботанік і фармаколог.

## Біографія
Народився у Глухові на Чернігівщині у шляхетській родині. Вчився у Шпитальній школі в Петербурзі, з 1761 в Парижі й Лейдені і там здобув звання доктора медицини. З 1775 у Петербурзі викладач в обох петербурзьких шпитальних школах, з 1796 професор ботаніки Петербурзького Медикохірургічного училища (згодом Академії); з 1793 — почесний член Медичної Колеґії. 1779 склав опис лікарських рослин Російської Імперії. Основна його праця «Санкт-Петербургская флора» (1799) вийшла латинською мовою (1801 — 02 — рос. у 2 тт.); він впровадив нову методу вивчення ботаніки та фармакології в медичних школах.